# Edward Guinness (4e comte d'Iveagh)
Arthur Edward Rory Guinness, 4e comte d'Iveagh, (né le 25 août 1969), titré vicomte Elveden jusqu'en 1992, est un aristocrate et homme d'affaires anglo-irlandais. Il fait partie de la famille Guinness.

## Biographie
Aristocrate anglo-irlandais, il est le fils de Benjamin Guinness (3e comte d'Iveagh), et de Miranda Guinness (née Smiley). Il est généralement connu de sa famille et de ses amis sous le nom d'Edward, ou Ned, Iveagh.
Devenu comte d'Iveagh à la mort de son père, il siège régulièrement en tant que pair héréditaire à la Chambre des lords à partir du 18 juin 1992. Il est l'un des plus jeunes pairs et n'a pas adhéré à un parti politique, siégeant comme crossbencher. Le 11 novembre 1999, il fait partie de la majorité de ses pairs qui perdent leur siège avec la loi de 1999 sur la Chambre des Lords.
Le 27 octobre 2001, il épouse l'architecte d'intérieur Clare Hazell, à St Andrew's et St Patrick's, Elveden, Suffolk. Le couple a un fils:
- Arthur, vicomte Elveden (né en 2002)

Lord Iveagh vit sur Elveden Estate dans le Suffolk, Angleterre, un immense domaine de 22 486 acres.
Iveagh vend Farmleigh, la maison irlandaise de la famille, et son parc, adjacent au Phoenix Park à Dublin, au gouvernement irlandais en 1999 pour le prix du marché de 29,2 millions d'euros (18,9 millions de livres sterling).